# Бумкхри
Бумкхри, Мудрый Бумкхри, Сангпо Бумтри (тибет.: sangs po bum 'khri — мудрый владыка) — верховное божество в религии бон, «царь бытия».
Считалось, что у него нет глаз, ушей, носа и рук, но только дух. Тем не менее, он изображался в виде белого мужчины с бирюзовыми волосами, заплетенными в косы. По космологическому мифу Бумкхри был не изначально, но родился из мирового яйца.
По мнению некоторых исследователей (Кузнецов Б. И.), Бумкхри является тибетской проекцией иранского Ахура-Мазды. Символом этого божества был орёл.